# Stadtarchiv Darmstadt

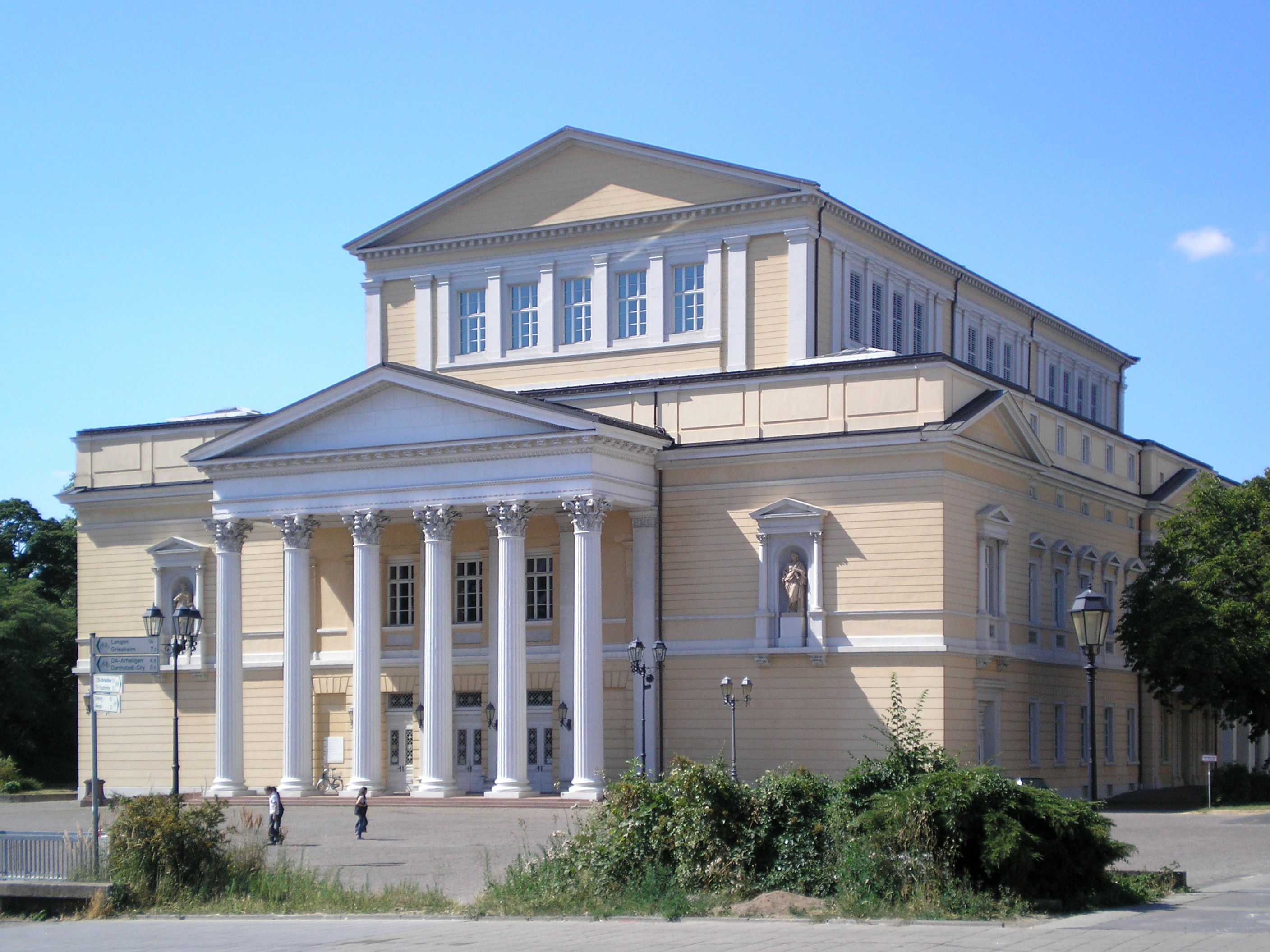
Haus der Geschichte (2008)

Das Stadtarchiv Darmstadt ist eine städtische Dienststelle in Darmstadt.

## Geschichte
Das Stadtarchiv wurde wahrscheinlich im späten 16. Jahrhundert im Zuge einer Verwaltungsmodernisierung gegründet.
Belegt ist für das Jahr 1565 eine Truhe zur Aufbewahrung von Stadtrechnungen, Urkunden, Gerichtsbüchern und des Stadtsiegels.
Diese Truhe befand sich zunächst in der Stadtkirche.
Im Jahre 1609 wurden die Archivalien in das Rathaus verbracht.
1688 wird erstmals ein Rathausarchiv erwähnt.
Im Jahre 1705 wurde erstmals die Bezeichnung Stadtarchiv verwendet.
Im 19. Jahrhundert lagerten die Archivalien auf dem Dachboden des Rathauses.
Seit dem Jahr 1929 ist das Stadtarchiv eine eigenständige städtische Dienststelle.
Das Archiv befand sich zu dieser Zeit in der Hügelstraße 26/Ecke Schützenstraße.
Während des Zweiten Weltkriegs lagerten die Archivalien im Keller des ehemaligen Ludwigsbahnhofs am Steubenplatz.
Diese Bestände blieben weitgehend erhalten.
Das Archivgebäude in der Hügelstraße wurde bei einem Luftangriff im Jahre 1944 zerstört.
Die Bestände, die im Stadthaus und im Hessischen Staatsarchiv gelagert wurden, gingen bei dem Luftangriff weitgehend verloren. Darüber hinaus ist für die Zeit unmittelbar vor 1945 kaum Schriftgut vorhanden, da dieses während der Luftangriffe auf Darmstadt noch in den dabei zerstörten Verwaltungsgebäuden lagerten. Die umfangreiche ältere Melderegistratur beispielsweise, die eine wichtige Quelle für personenbezogene Recherchen in die 2. Hälfte des 18. Jahrhunderts darstellt und Einträge bis ca. 1937 enthält, weist ab den Nachnamen mit den Anfangsbuchstaben St erhebliche Lücken auf. Die Meldekarten der Nachnamen mit den Anfangsbuchstaben V bis Z wurden vollständig vernichtet.
Nach dem Ende des Krieges wurden die Archivalien im Dachgeschoss der Eleonorenschule gelagert.
Im Jahre 1949 wurden die Bestände dem Staatsarchiv übergeben.
Das Staatsarchiv befand sich zu dieser Zeit im wiederaufgebauten Residenzschloss. 1993 wurde eine Archivsatzung für die Stadt Darmstadt beschlossen, die auch die Unabhängigkeit des Stadtarchivs Darmstadt von der Aufsicht durch das Hessische Staatsarchiv auf eine rechtliche Grundlage stellt. Erster Leiter der nun eigenständigen städtischen Kultureinrichtung wurde Peter Engels. Seit dem Jahr 1994 befindet sich das Archiv unter seiner Führung zusammen mit dem Staatsarchiv und weiteren Archiven und historischen Vereinen und Vereinigungen im Haus der Geschichte. 2023 erfolgte die Eröffnung des Kunstdepots in der Mainzer Straße, in dem das Stadtarchiv neben einem großen Magazinraum auch Räume für die Bearbeitung und Digitalisierung von Archivgut bezog. Das Gebäude wird außerdem vom Institut Mathildenhöhe, Jazzinstitut Darmstadt und Internationalem Musikinstitut genutzt. Der Hauptsitz des Archivs bleibt auch nach dem Umzug weiterhin im Haus der Geschichte am Karolinenplatz.
Die Bestände werden seither stetig erweitert und mit Archivgut aus den städtischen Ämtern und Dienststellen ergänzt. Auch Sammlungsgut von Vereinen, Stiftungen und Privatpersonen wird eingeworben und in den beiden Hauptmagazinen im Haus der Geschichte und, bis zum Bezug des Kunstdepot Darmstadt, in zwei Außenmagazinen aufbewahrt. Der Umzug in den Neubau, der auch dem Institut Mathildenhöhe, dem Jazzinstitut Darmstadt und dem Internationalen Musikinstitut Räume bereitstellt, und eine signifikante Aufstockung des Personals ermöglicht dem Archiv eine Ausweitung der Kernaufgaben im Bereich der Übernahme, Sicherung und Bereitstellung von Archivgut. Darüber hinaus bietet das Stadtarchiv für die städtischen Einrichtungen und bürgerliche Zusammenschlüsse Beratung in Fragen der Schriftgutverwaltung an. Diese Aufgaben wurden 2022 in einer neuen Archivsatzung bestätigt und an die Erfordernisse aktueller gesellschaftlicher Entwicklungen angepasst.
Seit 2016 informiert das Archiv auf einer Webseite über seine Arbeit. Im August 2017 wurde das Archivinformationssystem Arcinsys eingeführt, über das Informationen zu Archivgut aus den Beständen des Stadtarchivs abgerufen werden können. 2018 folgten ein Blog und mehrere Social-Media-Auftritte. Der Twitter-Account des Stadtarchivs pausiert seit Anfang 2023 angesichts der datenschutzrechtlichen Entwicklungen auf der Plattform.